# Chloraea elegans
Chloraea elegans är en orkidéart som beskrevs av Maevia Noemi Correa. Chloraea elegans ingår i släktet Chloraea och familjen orkidéer. Inga underarter finns listade i Catalogue of Life.